# Bandera del departament de Huila
La bandera del departament de Huila a Colòmbia, és blanca, verda i groga horitzontal.
Fou adoptada el 1952 pel governador Gustavo Salazar, representant el blanc a l'honradesa, el verd als fruits i l'esperança; i el groc, la riquesa mineral del seu sòl i la noblesa dels seus habitants.